# Turcu Éva
Turcu Éva (Kolozsvár, 1932. november 19. – Bukarest, 1985. május 24.) erdélyi magyar szótárszerkesztő.

## Életútja
Középiskoláit szülővárosában, az 1. sz. Leánylíceumban végezte; a Bolyai Tudományegyetemen szerzett orosz szakos tanári diplomát (1955). 1955–58 között tanársegéd, majd lektor volt az orosz nyelv és irodalom tanszéken, 1958-tól Bukarestbe kerülve, a Tudományos és Enciklopédia Kiadó szerkesztője, haláláig.

## Kötetei
- Román–magyar társalgási zsebkönyv (Bukarest, 1970; átdolgozott kiadása Bukarest, 1983);
- Magyar–román társalgási zsebkönyv (Bukarest, 1970);
- Román–magyar kisszótár (Bukarest, 1978);
- Magyar–román kisszótár (Bukarest, 1978).